# Zaulsdorf
Zaulsdorf ist ein Ortsteil der Gemeinde Mühlental, der 1974 nach Tirschendorf eingemeindet wurde und demnach seit 1994 zu Mühlental gehört.

## Lage
Zaulsdorf liegt östlich von Oelsnitz/Vogtl. und südwestlich von Tirpersdorf. Südlich liegen Tirschendorf und der Gemeindesitz von Mühlental, Marieney. Der Ort liegt auf etwa 440 m am Lauf des Kottengrüner Bachs.

## Geschichte

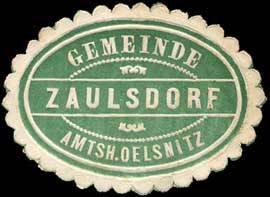
Siegelmarke der Gemeinde Zaulsdorf

Zaulsdorf ist spätestens 1328 als Zcaulastorf ersterwähnt. Spätere Ortsnamensformen sind Zcuͦlenstorf (1378), Czawlstorff (1414), Czawlesdorff (1441), Zcaulistorff (1481) und Zaulsdorff (1542).

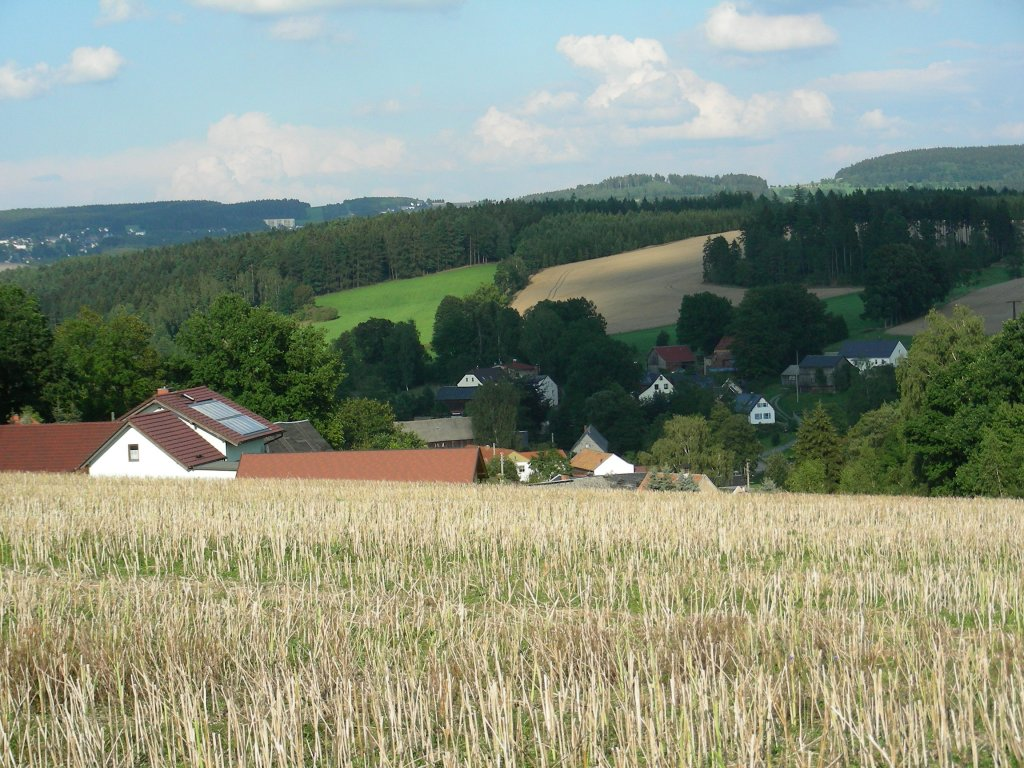
Blick auf Zaulsdorf

Zaulsdorf gehörte zur Kirchgemeinde Oelsnitz. 1542 war Zausldorf anteilig den Rittergütern Amtsdorf, Tirpersdorf und Hartmannsgrün sowie der Pfarre Oelsnitz und dem Deutschen Ritterorden zu Plauen zugehörig. 1764 war Zaulsdorf anteilig nur noch den Rittergütern Amtsdorf und Tirpersdorf zugehörig. 1974 kam der Ort zu Tirschendorf, 1994 mit Tirschendorf zur Gemeinde Mühlental.
1871 und 1875 gab es im Ort 28 Häuser. 1880 standen 29 Häuser. 1925 waren 191 Einwohner evangelisch-lutherische und 2 Einwohner römisch-katholische Christen. Eine Person war andersgläubig.
Ein zentraler Ort Zaulsdorf ist die Zaulsdorfer Mühle.
| Jahr            | 1557                                     | 1764                         | 1834 | 1871 | 1875 | 1880 | 1890 | 1910 | 1925 | 1939 | 1946 | 1950 | 1964 |
| --------------- | ---------------------------------------- | ---------------------------- | ---- | ---- | ---- | ---- | ---- | ---- | ---- | ---- | ---- | ---- | ---- |
| Einwohnerzahlen | 12 besessene Mann, 1 Häusler, 7 Inwohner | 17 besessene Mann, 1 Häusler | 156  | 170  | 180  | 168  | 151  | 184  | 194  | 172  | 186  | 185  | 135  |

## Belege
1. ↑  Zaulsdorf – HOV | ISGV. Abgerufen am 19. Februar 2023.
2. ↑  'Generalübersicht sämmtlicher Ortschaften des Königreichs Sachsen nach der neuen Organisation der Behörden mit Angabe ihrer Einwohner- und Häuserzahl am 1. December 1871 : Zusammengestellt vom K. sächs. statist. Bureau' - Digitalisat | MDZ. Abgerufen am 19. Februar 2023.
3. ↑  'Alphabetisches Taschenbuch sämmtlicher im Königreiche Sachsen belegenen Ortschaften und der besonders benannten Wohnplätze : mit Angabe der politischen Gemeinden, der Amtsgerichte, der Landgerichte, der Kreishauptmannschaften, der Amtshauptmannschaften und der Gendarmerie-Bezirke, der Gebäude- und Einwohnerzahlen am 1. Dezember 1875, sowie der Postbestellanstalten' - Digitalisat | MDZ. Abgerufen am 19. Februar 2023.
4. ↑  Saxony (Kingdom) Statistisches Landesamt: Alphabetisches Verzeichniss der im Königreiche Sachsen belegenen Stadt- und Landgemeinden: mit den zubehörigen, besonders benannten Wohnplätzen ... : nebst alphabetischem Register. C. Heinrich, 1884, S. 512 (google.de [abgerufen am 19. Februar 2023]).